# Beau travail
Beau travail je francouzský hraný film z roku 1999, který režírovala Claire Denis podle povídky Billy Budd od Hermana Melvilla. Film měl světovou premiéru na filmovém festivalu v Benátkách dne 4. září 1999.

## Děj
Na francouzské vojenské základně v Džibuti  skupina legionářů cvičí v extrémních podmínkách pod poručíkem Galoupem. Do skupiny přichází nový rekrut Sentain pozoruhodné krásy a šarmu. Velitel základny Forestier si všimne Sentaina, který také projevil hrdinství, když zachrání před smrtí jednoho legionáře. Galoupova žárlivost vůči Sentainovi, umocněná potlačovanou přitažlivostí, vzrůstá. Galoup poruší  legionářský kodex cti, bezdůvodně potrestá Sentaina, poškodí jeho kompas a pošle ho na nucený pochod do pouště. Sentain zmizí a Galoup je repatriován a poslán do Marseille, kde bude postaven před vojenský soud.

## Obsazení
| Denis Lavant        | praporčík Galoup        |
| Michel Subor        | velitel Bruno Forestier |
| Grégoire Colin      | Gilles Sentain          |
| Richard Courcet     | legionář                |
| Marta Tafesse Kassa | dívka                   |
| Nicolas Duvauchelle | legionář                |
| Adiatou Massudi     | legionář                |
| Mickael Ravovski    | legionář                |
| Dan Herzberg        | legionář                |
| Giuseppe Molino     | legionář                |
| Gianfranco Poddighe | legionář                |
| Marc Veh            | legionář                |
| Thong Duy Nguyen    | legionář                |
| Jean-Yves Vivet     | legionář                |
| Bernardo Montet     | legionář                |
| Dimitri Tsiapkinis  | legionář                |

## Ocenění
| Rok  | Ocenění / Festival                         | Kategorie                              | Vítěz        |
| ---- | ------------------------------------------ | -------------------------------------- | ------------ |
| 2000 | Berlínský filmový festival                 | Cena čtenářské poroty Berliner Zeitung | Claire Denis |
| 2001 | César                                      | César za nejlepší kameru               | Agnès Godard |
| 2001 | Cena Chlotrudis                            | Nejlepší kamera                        | Agnès Godard |
| 2001 | Ceny Národní společnosti filmových kritiků | Nejlepší kamera                        | Agnès Godard |
| 2001 | Mezinárodní filmový festival v Rotterdamu  | Zvláštní zmínka                        | Claire Denis |

| Rok  | Oocenění        | Kategorie                | Nominace                        |
| ---- | --------------- | ------------------------ | ------------------------------- |
| 2001 | BIFA            | Nejlepší zahraniční film |                                 |
| 2001 | Cena Chlotrudis | Nejlepší snímek          |                                 |
| 2001 | Cena Chlotrudis | Nejlepší režisér         | Claire Denis                    |
| 2001 | Cena Chlotrudis | Nejlepší herec           | Denis Lavant                    |
| 2001 | Cena Chlotrudis | Nejlepší scénář          | Claire Denis a Jean-Pol Fargeau |